# Heinrich Oswalt
Heinrich Oswalt (* 5. August 1830 in Frankfurt am Main; † 30. November 1891 ebenda) war ein deutscher Verleger und Kinderbuchautor. Er entstammte einer wohlhabenden Frankfurter Kaufmannsfamilie.

## Leben
Zunächst arbeitete Heinrich Oswalt im Geschäft seines Vaters, doch Ende der sechziger Jahre gab dieser das Geschäft auf. Heinrich Oswalt nahm für eine Weile keine andere Stelle an. In dieser Zeit heiratete er auch die Tochter des Frankfurter Pfarrers Brandine Deichler. Am 15. März 1877 wurde ihr Sohn Wilhelm Ernst geboren.
In den siebzigern begann er im Verlag Rütten & Loening, der seinem Onkel Joseph Rütten gehörte, zu arbeiten. Als dieser am 19. Juni 1878 starb und der Teilhaber Karl Friedrich Loening im gleichen Jahr austrat, übernahm Heinrich Oswalt zusammen mit Gottfried Loening den Verlag. Heinrich Oswalt war viele Jahre im Vorstand des Mitteldeutschen Buchhändler-Verband und im Frankfurter Buchhändler-Verein tätig. Als er 1891 starb, übernahm Brandine Oswalt den Verlag und Wilhelm Ernst Oswalt wurde Prokurist.

## Werke
- Der kleine A-B-C-Schütz. Lustiges Bilder-Alphabet. Dies Buch hat ein Papa erdacht Und für sein Kindlein selbst gemacht., Rütten & Loening, Frankfurt am Main
- Heinrich Oswalt (Hrsg.), Unter’m Märchenbaum : allerlei Märchen, Geschichten und Fabeln in Reimen und Bildern, illustriert von Eugen Klimsch, Rütten & Loening, Frankfurt am Main, 1877 (online)
- Heinrich Oswalt (Hrsg.), Der Pegasus. Klassisches Bilderbuch für die deutsche Jugend, illustriert von Eugen Klimsch, Rütten & Loening, Frankfurt am Main, 1879 (online)